# Ódorog
Ódorog a mai Dorog város középkori, az újratelepülés (1694) előtti őse, helyén ma a dorogi mészművek bányaterülete és meddőhányói találhatóak.

## Története
A sövénnyel körülvett falut honfoglaló magyarok alapították az Árpád-korban, 1181-ben említette először oklevél Durugh néven. A tatárjárás idején elpusztult, de újranépesült. A középkorban Dorog a korabeli főváros, Esztergom határában a király illetve királynő szakácsainak lakhelye volt, az esztergomi káptalan gyakorolta a vámszedési jogot. 1278-ban a margitszigeti apácák kapták meg a királyné szakácsainak Dorog nevű földjét, átvették a káptalantól a vámszedési jogot és megszereztek 220 hold földet, továbbá két szőlőst is, ez folyamatos nézeteltérésekhez vezetett az esztergomi káptalannal. A törökök 1542-ben elpusztították, 1560-ban végleg elnéptelenedett. A török kiűzése után, 1694-ben Dorog nem az ősi településmag helyén, hanem attól északkeletre, a Dorogi-medence lejtőin épült fel, Ódorog továbbra is lakatlan maradt. 1851-ben területén szénbányát nyitottak - amely Dorog történetében meghatározó jelentőségű volt - ,így a korábbi Ódorog az 1860-as években újra benépesült, Drasche Henrik bányatulajdonos bányászlakótelepet épített a területén Ódorogi kolónia néven. Az Árpád-kori templom és temető romjait az Esztergom-vidéki Régészeti és Történelmi Társulat régészei tárták fel 1936-ban, az 1950-es és 1960-as években a bányaművelés során újabb középkori leleteket találtak. Az Ódorogi kolóniát leromlott állapota miatt a szocializmus idején elbontották, a középkori település területét ma a dorogi mészművek (Baumit Kft.) és meddőhányói foglalják el.